# 포클랜드 제도 축구 국가대표팀
포클랜드 제도 축구 국가대표팀은 포클랜드 제도를 대표하는 축구팀이다. 이 팀은 FIFA 및 대륙별 축구 연맹 회원국이 아니기 때문에 FIFA 및 대륙별 축구 연맹이 주관하는 대회에 참가하지 않는다. 아일랜드 게임 축구에는 7번 출전하여 2013년 대회에서 동메달을 획득했다.